# Cot Meuruboh
Cot Meuruboh är ett berg i Indonesien.   Det ligger i provinsen Aceh, i den västra delen av landet, 1 800 km nordväst om huvudstaden Jakarta. Toppen på Cot Meuruboh är 539 meter över havet.
Terrängen runt Cot Meuruboh är varierad.Runt Cot Meuruboh är det tätbefolkat, med 276 invånare per kvadratkilometer. Närmaste större samhälle är Banda Aceh, 18,6 km norr om Cot Meuruboh. Omgivningarna runt Cot Meuruboh är en mosaik av jordbruksmark och naturlig växtlighet.